# Méliphage à gorge noire
Caligavis subfrenata
Espèce
Statut de conservation UICN

 LC  : Préoccupation mineure
Le Méliphage à gorge noire (Caligavis subfrenata, anciennement Lichenostomus subfrenatus) est une espèce de passereaux méliphages de la famille des Meliphagidae.

## Répartition
Il est présent sur l'île de Nouvelle-Guinée.

## Habitat
Il habite les montagnes humides tropicales et subtropicales.

## Taxinomie
À la suite des travaux phylogéniques de Nyári et Joseph (2011), cette espèce est déplacée du genre Lichenostomus vers le genre Caligavis par le Congrès ornithologique international dans sa classification de référence version 3.4 (2013).

### Sous-espèces
D'après le Congrès ornithologique international, cette espèce est constituée des quatre sous-espèces suivantes :
- Caligavis subfrenata melanolaema (Reichenow) 1915 ;
- Caligavis subfrenata salvadorii (Hartert) 1896 ;
- Caligavis subfrenata subfrenata (Salvadori) 1876 ;
- Caligavis subfrenata utakwensis (Ogilvie-Grant) 1915.